# Краснодарский радиотелецентр РТРС
Радиотелевизионный передающий центр Краснодарского края (филиал РТРС «Краснодарский КРТПЦ») — подразделение Российской телевизионной и радиовещательной сети (РТРС), основной оператор эфирного цифрового и аналогового телевизионного и радиовещания в Краснодарском крае, единственный исполнитель мероприятий по строительству цифровой эфирной телесети в Краснодарском крае в соответствии с федеральной целевой программой «Развитие телерадиовещания в Российской Федерации на 2009–2018 годы».
Краснодарский радиотелецентр РТРС обеспечивает 97,37% жителей Краснодарского края 20-ю обязательными общедоступными телеканалами и тремя радиостанциями в стандарте DVB-T2, входящими в состав первого и второго мультиплексов цифрового эфирного телевидения, способствует развитию мобильной связи. Эфирную трансляцию в регионе обеспечивают 92 радиотелевизионные станции..
До перехода на цифровое эфирное телевидение в районах Краснодарского края можно было принимать не более четырех аналоговых программ.

## История
В 1924 году краснодарцы услышали первую передачу Московского радио. Созданная при железнодорожном телеграфе ячейка общества «Друзей радио» приобрела радиоприёмник «Радиомена» и сконструировала усилитель низкой частоты. Это позволило провести радиоточки в дома. Это был первый радиоузел на Кубани, созданный на общественных началах.
9 августа 1926 года принята в эксплуатацию первая радиовещательная станция. На станции был установлен передатчик Треста заводов слабого тока типа Д-100 работавший на частоте 584 кГц (513 м).
5 ноября 1943 года было досрочно закончено строительство краевой радиовещательной станции в Краснодаре. Объект состоял из радиовещательного передатчика мощностью 2,5 кВт, длинноволновой антенны, установленной на двух 68-метровых мачтах, аппаратного зала и ряда служебных помещений. Приёмочная комиссия по результатам опытной эксплуатации станции 6 ноября констатировала, что «слышимость передатчика вполне гарантирует радиовещание по всему Краснодарскому краю».
В 1951 году руководство Краснодарского края собрало группу специалистов для создания первого телевизионного центра в Краснодаре. Строительство так называемого «малого» телецентра началось только летом 1954 года. Работами занимались сотрудники Краснодарского радиоцентра и отделения связи объединения «Краснодарнефть».
Были смонтированы блоки видеоканала и передатчик звукового сопровождения, завершилось строительство технического здания телецентра. Передатчик начал работать на первом телевизионном канале. 7 ноября 1955 года в 19 часов демонстрацией кинофильма «Ленин в 1918 году» началось регулярное телевизионное вещание на Кубани.
15 октября 1959 года официально открылся новый Краснодарский телецентр. К тому времени в Краснодарском крае уже вещал мощный телецентр в Сочи и любительский — в Армавире. У жителей Кубани на тот момент было 13 тысяч телевизоров. «Малый» центр прекратил существование, постепенно передал свои функции мощному и современному «большому». К тому времени в Краснодарском крае уже вещал любительский телецентр в Армавире.
Из-за сложного горного рельефа приморской зоны ретрансляторы приходилось устанавливать в большинстве населенных пунктов.
В 1965 году в Краснодаре была введена в эксплуатацию телевизионная передающая станция Второй программы.
К 1970 году специалисты Краснодарского телецентра установили 14 телевизионных ретрансляторов и программных телецентров в крупнейших городах и станицах региона. Основным способом доставки программ был эфирный переприем. Поэтому ретрансляторы устанавливались на труднодоступных площадках высоко в горах.
В 1973 году рядом с телестудией в Краснодаре был построен Дом радио. Его строительство расширило технические возможности подготовки радиопередач, улучшило условия труда журналистов и работников технических служб.
Ускорение темпов развития телевизионных передающих сетей на Кубани стимулировало развитие магистральных и зоновых радиорелейных линий, создание космических каналов распределения программ по системе «Москва». Благодаря этому, в 1970–1980-е годы две программы цветного телевидения пришли по магистральным линиям из Москвы в Краснодарский край. С использованием самых современных технологий, в том числе космических, краевое телевидение и радио достигли труднодоступных населенных пунктов.
В начале 1990-х годов радиотелецентр эксплуатировал 138 приёмных космических станций «Москва», 215 телевизионных и 24 радиовещательных передатчика.
В 2001 году радиотелецентр стал филиалом РТРС «Краснодарский КРТПЦ».

## Деятельность
С 2010 по 2018 годы филиал РТРС «Краснодарский КРТПЦ» создал цифровую эфирную телесеть из 92 передающих станций. Цифровая телесеть в регионе возводилась в соответствии с федеральной целевой программой «Развитие телерадиовещания в Российской Федерации на 2009–2018 годы».
26 декабря 2012 года в Краснодаре началась трансляция цифрового эфирного телевизионного вещания. РТРС открыл центр консультационной поддержки зрителей цифрового эфирного телевидения.
В преддверии Олимпиады 2014 года в Сочи РТРС по собственной инициативе за счёт внебюджетных средств создал 11 объектов телерадиовещания в районе Большого Сочи. На всех объектах размещено оборудование для трансляции первого и второго мультиплексов. К началу Олимпиады в Сочи запустилось цифровое телевидение. 22 передатчика обеспечивали доступ к 20 цифровым телеканалам для 300 тысяч человек, не считая участников и гостей Олимпиады.
Филиал наладил взаимодействие с местными жителями и убедил их в отсутствии негативных последствий трансляции телесигнала для 20 видов животных из Красной книги Российской Федерации и 41 вида животных Красной книги Краснодарского края.
11 ноября 2013 года в пяти населенных пунктах Краснодарского края началось тестовое вещание первого мультиплекса. Доступ к эфирному цифровому телевидению получили жители Черноморского побережья.
13 января 2014 года РТРС запустил трансляцию второго мультиплекса цифрового эфирного телевидения в Сочи.
29 декабря 2014 года в тестовом режиме заработали новые объекты цифрового телевидения в Краснодарском крае. Трансляция первого мультиплекса началась с пяти новых станций и с двух существующих объектов. В тот же день была запущена трансляция второго мультиплекса в Краснодаре, Новороссийске, Кропоткине и станице Тбилисской.
В 2015 году краснодарский филиал РТРС запустил в тестовом режиме 25 объектов первого мультиплекса в регионе.
С 3 по 10 мая 2015 года две любительские коротковолновые радиостанции радиоклубов  РТРС в Краснодарском крае и подмосковном Романцево участвовали в акции «Мемориал "Победа-70"». Они выходили в эфир под уникальными позывными и транслировали не менее трех раз в час информацию о событиях времен Великой Отечественной войны. Любительская коротковолновая радиостанция в Краснодарском крае выбрала позывные RP70 AP, последние буквы в которых — инициалы летчика-аса Александра Покрышкина, воевавшего на Кубани.
В 2017 году филиал начал трансляцию региональных программ ГТРК «Кубань» в эфире каналов первого мультиплекса «Россия 1» и «Россия 24» в Краснодарском крае.
25 декабря 2018 года краснодарский филиал РТРС начал трансляцию телеканалов второго мультиплекса с 92 передатчиков. Таким образом, трансляция второго мультиплекса в регионе началась в полном объеме.
Охват сигналом цифрового эфирного телерадиовещания составил 97,37% жителей региона — 5 500 000 человек.
В преддверии отключения аналогового сигнала федеральных каналов в Краснодаре открылась городская горячая линия по переходу на цифровое ТВ. Сотрудники радиотелецентра подготовили волонтеров, которые помогали телезрителям подключать и настраивать оборудование для перехода на цифровое ТВ.
3 июня 2019 года Краснодарский край отключил аналоговое вещание федеральных телеканалов и полностью перешел на цифровое телевидение. 10 июня 2019 года в Краснодарском крае прекратили телевизионную трансляцию 407 передатчиков.
Региональные телеканалы и телеканалы, не входящие в состав мультиплексов, продолжили аналоговое вещание.
29 ноября 2019 года РТРС начал цифровую трансляцию программ телеканала «Кубань 24» в сетке телеканала ОТР.

## Организация вещания
РТРС транслирует в Краснодарском крае:
- 20 телеканалов и три радиостанции в цифровом формате;
- два телеканала и 24 радиостанции в аналоговом формате.

Инфраструктура эфирного телерадиовещания краснодарского филиала РТРС включает:
- краевой радиотелецентр;
- восемь производственных подразделений;
- центр формирования мультиплексов;
- 197 антенно-мачтовых сооружений;
- 516 приемных земных спутниковых станций;
- 18 радиорелейных станций;
- 696 км радиорелейных линий связи[37].

## Объекты цифрового эфирного телерадиовещания
- Абинск (Абинский район)
- Абрау-Дюрсо (Новороссийск)
- Александровка (Ейский район)
- Анапа-Супсех (Анапа)
- Армавир (Армавир)
- Баговская (Мостовской район)
- Барановка (Сочи)
- Белая Глина (Белоглинский район)
- Белореченск (Белореченский район)
- Бесленеевская (Мостовской район)
- Блиново (Сочи)
- Большой Кичмай (Сочи)
- Вардане (Сочи)
- Верхнеармянская Хобза (Сочи)
- Верхнее Буу (Сочи)
- Верхнениколаевское (Сочи)
- Волковка (Сочи)
- Вышестеблиевская (Темрюкский район)
- Галицыно (Сочи)
- Гебеус (Архипо-Осиповка)
- Геленджик (Геленджик)
- Головинка (Сочи)
- Горное Лоо (Сочи)
- Горячий ключ (Горячий ключ)
- Губская (Мостовской район)
- Дагомыс (Сочи)
- Детляжко (Беранда) (Сочи)
- Дефановка (Туапсинский район)
- Джубга (Туапсинский район)
- Должанская (Ейский район)
- Ермоловка (Сочи)
- Измайловка (Сочи)
- Ильский (Северский район)
- Имеретинская (Горячий ключ)
- Калниболотская Новопокровский район)
- Каневская (Каневской район)
- Каткова Щель (Сочи)
- Красная Поляна (Сочи)
- Красная Поляна «Газпром» (Сочи)
- Красная Поляна «Лаура» (Сочи)
- Красная Поляна «Олимпийская» Сочи)
- Краснодар (Краснодар)
- Красный Кут (Мостовской район)
- Кривенковское-Георгиевское (Туапсинский район)
- Кропоткин (Кавказский район)
- Кореновск (Кореновский район)
- Крымск (Крымский район)
- Курганинск (Курганинский район)
- Кущевская (Кущевский район)
- Лазаревское (Сочи)
- Лоо (Сочи)
- Макопсе (Сочи)
- Махошевская (Мостовской район)
- Мацеста (Сочи)
- Мостовской (ст. Зассовская), (Мостовской район)
- Наджиго (Сочи)
- Небуг (Туапсинский район)
- Нефтегорск (Апшеронский район)
- Нижняя Шиловка (Веселое), (Сочи)
- Нижняя Шиловка (Молдовка-Черешня), (Сочи)
- Новомихайловский (Туапсинский район)
- Новопокровская (Новопокровский район)
- Новороссийск (Новороссийск)
- Новороссийск-2 (Новороссийск)
- Новые Поляны (Апшеронский район)
- Октябрьская (Крыловской район)
- Октябрьский (Тбилисский район)
- Ольгинка (Туапсинский район)
- Орленок (Туапсинский район)
- Павловская (Павловский район)
- Передовая (Отрадненский район)
- Пляхо (Туапсинский район)
- Подгорная (Отрадненский район)
- Приморско-Ахтарск (Приморско-Ахтарский район)
- Псебай (Мостовской район)
- Пшада (Геленджик)
- Пятигорская (Горячий Ключ)
- Садовый (Тимашевский район)
- Сочи (РС-5), (Сочи)
- Тамань (Темрюкский район)
- Тверская (Апшеронский район)
- Темрюк (Темрюкский район)
- Тенгинка (Туапсинский район)
- Туапсе (Туапсе)
- Успенская (Белоглинский район)
- Успенское (Успенский район)
- Хадыженск (Апшеронский район)
- Хоста (Сочи)
- Черниговское (Апшеронский район)
- Шабельское (Щербиновский район)
- Шаумян (Туапсинский район)
- Шепси (Туапсинский район)
- Южный (Отрадная), (Отрадненский район)
- Ярославская (Мостовской район)[38].

## Радиоспорт
Радиолюбительская радиостанция РТРС уже 30 лет выходит в эфир из Краснодарского края под позывными RT6A и RZ6AZZ. Команда радиостанции — многократный победитель и призер соревнований World Wide Dx Contest, кубка России по радиосвязи на КВ в дисциплинах телефон и телеграф и других состязаний. Коллектив радиостанции RT6A провел 300 тысяч радиосвязей с зарубежными странами.
У радиостанции RZ6AZZ есть контест-позиция, расположенная за городом. Она оборудована антенным полем, в основе которого — пять свободно стоящих башен и две мачты высотой от 20 до 115 м. Ее создание позволило коллективу радиостанции занимать призовые места на крупных международных и российских соревнованиях по радиоспорту. Позиционирование дает возможность работать одновременно с трех точек круглосуточно.
На радиостанции подготовлено два кандидата в мастера спорта, пять мастеров спорта и пять мастеров спорта международного класса.
Ежегодно, начиная с 2006 года, в период празднования Дня Победы команда работает с мемориальным позывным RP6A в честь победы в Великой Отечественной войне.